# Tournoi de Londres de rugby à sept 2010
Navigation
2009 2011
Le Tournoi de Londres de rugby à sept 2010 (anglais : London rugby sevens 2010) est la 7e et avant-dernière étape de la saison 2009-2010 du IRB Sevens World Series. Elle se déroule les 22 et 23 mai 2010 au Stade de Twickenham à Londres, en Angleterre.
La victoire finale revient à l'équipe d'Australie, qui bat en finale l'équipe d'Afrique du Sud sur le score de 19 à 14.

## Équipes participantes
Seize équipes participent au tournoi (douze équipes permanentes plus quatre invitées) :
- Afrique du Sud
- Angleterre
- Argentine
- Australie
- Canada (invitée)
- Écosse
- États-Unis
- Fidji
- France
- Pays de Galles
- Italie (invitée)
- Kenya
- Nouvelle-Zélande
- Portugal (invitée)
- Russie (invitée)
- Samoa

## Phase de poules

### Poule A
| Rang | Pays       | J | V | N | D | Pm | Pe | Diff | Pts |
| ---- | ---------- | - | - | - | - | -- | -- | ---- | --- |
| 1    | Samoa      | 3 | 2 | 0 | 1 | 89 | 28 | +61  | 7   |
| 2    | Argentine  | 3 | 2 | 0 | 1 | 55 | 24 | +31  | 7   |
| 3    | États-Unis | 3 | 1 | 0 | 2 | 42 | 67 | -25  | 5   |
| 4    | Italie     | 3 | 1 | 0 | 2 | 17 | 84 | -67  | 5   |

|  | Samoa | 38 - 14 | États-Unis | Stade de Twickenham, Londres |
|  |       |         |            | Stade de Twickenham, Londres |
|  |       |         |            | Stade de Twickenham, Londres |

|  | Argentine | 29 - 0 | Italie | Stade de Twickenham, Londres |
|  |           |        |        | Stade de Twickenham, Londres |
|  |           |        |        | Stade de Twickenham, Londres |

|  | Samoa | 41 - 0 | Italie | Stade de Twickenham, Londres |
|  |       |        |        | Stade de Twickenham, Londres |
|  |       |        |        | Stade de Twickenham, Londres |

|  | États-Unis | 14 - 12 | Argentine | Stade de Twickenham, Londres |
|  |            |         |           | Stade de Twickenham, Londres |
|  |            |         |           | Stade de Twickenham, Londres |

|  | Italie | 17 - 14 | États-Unis | Stade de Twickenham, Londres |
|  |        |         |            | Stade de Twickenham, Londres |
|  |        |         |            | Stade de Twickenham, Londres |

|  | Argentine | 14 - 10 | Samoa | Stade de Twickenham, Londres |
|  |           |         |       | Stade de Twickenham, Londres |
|  |           |         |       | Stade de Twickenham, Londres |

### Poule B
| Rang | Pays             | J | V | N | D | Pm | Pe | Diff | Pts |
| ---- | ---------------- | - | - | - | - | -- | -- | ---- | --- |
| 1    | Nouvelle-Zélande | 3 | 2 | 1 | 0 | 97 | 36 | +61  | 8   |
| 2    | Pays de Galles   | 3 | 2 | 0 | 1 | 41 | 72 | -31  | 7   |
| 3    | Kenya            | 3 | 1 | 1 | 1 | 53 | 56 | -3   | 6   |
| 4    | Portugal         | 3 | 0 | 0 | 3 | 39 | 66 | -27  | 3   |

|  | Nouvelle-Zélande | 43 - 5 | Pays de Galles | Stade de Twickenham, Londres |
|  |                  |        |                | Stade de Twickenham, Londres |
|  |                  |        |                | Stade de Twickenham, Londres |

|  | Kenya | 17 - 15 | Portugal | Stade de Twickenham, Londres |
|  |       |         |          | Stade de Twickenham, Londres |
|  |       |         |          | Stade de Twickenham, Londres |

|  | Nouvelle-Zélande | 35 - 12 | Portugal | Stade de Twickenham, Londres |
|  |                  |         |          | Stade de Twickenham, Londres |
|  |                  |         |          | Stade de Twickenham, Londres |

|  | Pays de Galles | 22 - 17 | Kenya | Stade de Twickenham, Londres |
|  |                |         |       | Stade de Twickenham, Londres |
|  |                |         |       | Stade de Twickenham, Londres |

|  | Pays de Galles | 14 - 12 | Portugal | Stade de Twickenham, Londres |
|  |                |         |          | Stade de Twickenham, Londres |
|  |                |         |          | Stade de Twickenham, Londres |

|  | Nouvelle-Zélande | 19 - 19 | Kenya | Stade de Twickenham, Londres |
|  |                  |         |       | Stade de Twickenham, Londres |
|  |                  |         |       | Stade de Twickenham, Londres |

### Poule C
| Rang | Pays           | J | V | N | D | Pm | Pe | Diff | Pts |
| ---- | -------------- | - | - | - | - | -- | -- | ---- | --- |
| 1    | Afrique du Sud | 3 | 2 | 1 | 0 | 83 | 33 | +50  | 8   |
| 2    | Fidji          | 3 | 2 | 1 | 0 | 78 | 54 | +24  | 8   |
| 3    | Canada         | 3 | 1 | 0 | 2 | 45 | 76 | -31  | 5   |
| 4    | France         | 3 | 0 | 0 | 3 | 31 | 74 | -43  | 3   |

|  | Fidji | 28 - 19 | Canada | Stade de Twickenham, Londres |
|  |       |         |        | Stade de Twickenham, Londres |
|  |       |         |        | Stade de Twickenham, Londres |

|  | Afrique du Sud | 19 - 12 | France | Stade de Twickenham, Londres |
|  |                |         |        | Stade de Twickenham, Londres |
|  |                |         |        | Stade de Twickenham, Londres |

|  | Fidji | 29 - 14 | France | Stade de Twickenham, Londres |
|  |       |         |        | Stade de Twickenham, Londres |
|  |       |         |        | Stade de Twickenham, Londres |

|  | Afrique du Sud | 43 - 0 | Canada | Stade de Twickenham, Londres |
|  |                |        |        | Stade de Twickenham, Londres |
|  |                |        |        | Stade de Twickenham, Londres |

|  | Canada | 26 - 5 | France | Stade de Twickenham, Londres |
|  |        |        |        | Stade de Twickenham, Londres |
|  |        |        |        | Stade de Twickenham, Londres |

|  | Fidji | 21 - 21 | Afrique du Sud | Stade de Twickenham, Londres |
|  |       |         |                | Stade de Twickenham, Londres |
|  |       |         |                | Stade de Twickenham, Londres |

### Poule D
| Rang | Pays       | J | V | N | D | Pm  | Pe  | Diff | Pts |
| ---- | ---------- | - | - | - | - | --- | --- | ---- | --- |
| 1    | Australie  | 3 | 3 | 0 | 0 | 128 | 22  | +106 | 9   |
| 2    | Angleterre | 3 | 2 | 0 | 1 | 70  | 53  | +17  | 7   |
| 3    | Écosse     | 3 | 1 | 0 | 2 | 51  | 86  | -35  | 5   |
| 4    | Russie     | 3 | 0 | 0 | 3 | 12  | 100 | -88  | 3   |

|  | Australie | 43 - 17 | Écosse | Stade de Twickenham, Londres |
|  |           |         |        | Stade de Twickenham, Londres |
|  |           |         |        | Stade de Twickenham, Londres |

|  | Angleterre | 29 - 5 | Russie | Stade de Twickenham, Londres |
|  |            |        |        | Stade de Twickenham, Londres |
|  |            |        |        | Stade de Twickenham, Londres |

|  | Australie | 47 - 0 | Russie | Stade de Twickenham, Londres |
|  |           |        |        | Stade de Twickenham, Londres |
|  |           |        |        | Stade de Twickenham, Londres |

|  | Angleterre | 36 - 10 | Écosse | Stade de Twickenham, Londres |
|  |            |         |        | Stade de Twickenham, Londres |
|  |            |         |        | Stade de Twickenham, Londres |

|  | Écosse | 24 - 7 | Russie | Stade de Twickenham, Londres |
|  |        |        |        | Stade de Twickenham, Londres |
|  |        |        |        | Stade de Twickenham, Londres |

|  | Australie | 38 - 5 | Angleterre | Stade de Twickenham, Londres |
|  |           |        |            | Stade de Twickenham, Londres |
|  |           |        |            | Stade de Twickenham, Londres |

## Phase finale
Résultats de la phase finale

### Tournois principaux

#### Cup
|  | Quarts de finale | Quarts de finale |                |    | Demi-finales | Demi-finales |  |  | Finale | Finale |
|  | Quarts de finale | Quarts de finale |                |    | Demi-finales | Demi-finales |  |  | Finale | Finale |
|  |                  |                  |                |    |              |              |  |  |        |        |
|  |                  |                  |                |    |              |              |  |  |        |        |
|  |                  |                  |                |    |              |              |  |  |        |        |
|  | Australie        | 29               |                |    |              |              |  |  |        |        |
|  | Australie        | 29               |                |    |              |              |  |  |        |        |
|  | Fidji            | 28               |                |    |              |              |  |  |        |        |
|  | Fidji            | 28               | Australie      | 26 |              |              |  |  |        |        |
|  |                  |                  | Australie      | 26 |              |              |  |  |        |        |
|  |                  | Argentine        | 14             |    |              |              |  |  |        |        |
|  | Argentine        | Argentine        | 14             | 27 |              |              |  |  |        |        |
|  | Argentine        |                  |                | 27 |              |              |  |  |        |        |
|  | Pays de Galles   | 14               |                |    |              |              |  |  |        |        |
|  | Pays de Galles   | 14               | Australie      | 19 |              |              |  |  |        |        |
|  |                  |                  | Australie      | 19 |              |              |  |  |        |        |
|  |                  | Afrique du Sud   | 14             |    |              |              |  |  |        |        |
|  | Afrique du Sud   | Afrique du Sud   | 14             | 17 |              |              |  |  |        |        |
|  | Afrique du Sud   |                  |                | 17 |              |              |  |  |        |        |
|  | Angleterre       | 12               |                |    |              |              |  |  |        |        |
|  | Angleterre       | 12               | Afrique du Sud | 24 |              |              |  |  |        |        |
|  |                  |                  | Afrique du Sud | 24 |              |              |  |  |        |        |
|  |                  | Samoa            | 12             |    |              |              |  |  |        |        |
|  | Samoa            | Samoa            | 12             | 19 |              |              |  |  |        |        |
|  | Samoa            |                  |                | 19 |              |              |  |  |        |        |
|  | Nouvelle-Zélande | 10               |                |    |              |              |  |  |        |        |
|  | Nouvelle-Zélande | 10               |                |    |              |              |  |  |        |        |

#### Bowl
|  | Quarts de finale | Quarts de finale |          |    | Demi-finales | Demi-finales |  |  | Finale | Finale |
|  | Quarts de finale | Quarts de finale |          |    | Demi-finales | Demi-finales |  |  | Finale | Finale |
|  |                  |                  |          |    |              |              |  |  |        |        |
|  |                  |                  |          |    |              |              |  |  |        |        |
|  |                  |                  |          |    |              |              |  |  |        |        |
|  | Canada           | 21               |          |    |              |              |  |  |        |        |
|  | Canada           | 21               |          |    |              |              |  |  |        |        |
|  | Russie           | 12               |          |    |              |              |  |  |        |        |
|  | Russie           | 12               | Canada   | 24 |              |              |  |  |        |        |
|  |                  |                  | Canada   | 24 |              |              |  |  |        |        |
|  |                  | Écosse           | 19       |    |              |              |  |  |        |        |
|  | Écosse           | Écosse           | 19       | 21 |              |              |  |  |        |        |
|  | Écosse           |                  |          | 21 |              |              |  |  |        |        |
|  | France           | 12               |          |    |              |              |  |  |        |        |
|  | France           | 12               | Canada   | 19 |              |              |  |  |        |        |
|  |                  |                  | Canada   | 19 |              |              |  |  |        |        |
|  |                  | Portugal         | 17       |    |              |              |  |  |        |        |
|  | Portugal         | Portugal         | 17       | 41 |              |              |  |  |        |        |
|  | Portugal         |                  |          | 41 |              |              |  |  |        |        |
|  | Italie           | 0                |          |    |              |              |  |  |        |        |
|  | Italie           | 0                | Portugal | 22 |              |              |  |  |        |        |
|  |                  |                  | Portugal | 22 |              |              |  |  |        |        |
|  |                  | États-Unis       | 17       |    |              |              |  |  |        |        |
|  | États-Unis       | États-Unis       | 17       | 19 |              |              |  |  |        |        |
|  | États-Unis       |                  |          | 19 |              |              |  |  |        |        |
|  | Kenya            | 10               |          |    |              |              |  |  |        |        |
|  | Kenya            | 10               |          |    |              |              |  |  |        |        |

### Matchs de classement

#### Plate
|  | Demi-finales     | Demi-finales |                  |    | Finale | Finale |
|  | Demi-finales     | Demi-finales |                  |    | Finale | Finale |
|  |                  |              |                  |    |        |        |
|  |                  |              |                  |    |        |        |
|  |                  |              |                  |    |        |        |
|  | Nouvelle-Zélande | 22           |                  |    |        |        |
|  | Nouvelle-Zélande | 22           |                  |    |        |        |
|  | Angleterre       | 19           |                  |    |        |        |
|  | Angleterre       | 19           | Nouvelle-Zélande | 26 |        |        |
|  |                  |              | Nouvelle-Zélande | 26 |        |        |
|  |                  | Fidji        | 24               |    |        |        |
|  | Fidji            | Fidji        | 24               | 22 |        |        |
|  | Fidji            |              |                  | 22 |        |        |
|  | Pays de Galles   | 10           |                  |    |        |        |
|  | Pays de Galles   | 10           |                  |    |        |        |

#### Shield
|  | Demi-finales | Demi-finales |       |    | Finale | Finale |
|  | Demi-finales | Demi-finales |       |    | Finale | Finale |
|  |              |              |       |    |        |        |
|  |              |              |       |    |        |        |
|  |              |              |       |    |        |        |
|  | Kenya        | 21           |       |    |        |        |
|  | Kenya        | 21           |       |    |        |        |
|  | Russie       | 17           |       |    |        |        |
|  | Russie       | 17           | Kenya | 24 |        |        |
|  |              |              | Kenya | 24 |        |        |
|  |              | France       | 21    |    |        |        |
|  | France       | France       | 21    | 29 |        |        |
|  | France       |              |       | 29 |        |        |
|  | Italie       | 7            |       |    |        |        |
|  | Italie       | 7            |       |    |        |        |

## Bilan
Statistiques sportives 
- Meilleur marqueur du tournoi :  Kurt Baker (11 essais)
- Meilleur réalisateur du tournoi :  James Stannard (67 points)